# Rossiglione
Rossiglione (ligur nyelven Roscigion vagy Rsciugni) település Olaszországban, Liguria régióban, Genova megyében. Lakosainak száma 2523 fő (2023. január 1.). Rossiglione Belforte Monferrato, Bosio, Campo Ligure, Molare, Tagliolo Monferrato, Tiglieto és Ovada községekkel határos.

## Népesség
A település lakossága az elmúlt években az alábbi módon változott:
| Lakosok száma | 2744 | 2693 | 2523 |
|               | 2017 | 2018 | 2023 |